# Bosch Tiernahrung
Pour les articles homonymes, voir Bosch.
Bosch Tiernahrung est une entreprise allemande, créée en 1960, spécialisée dans la fabrication de nourriture pour animaux domestiques.

## Présentation
Créée en 1960 par Kurt Bosch, l'entreprise évolue de la fabrication de compléments alimentaire pour animaux agricoles vers la nourriture haut de gamme pour animaux domestiques, d'abord pour les chiens, en 1984, puis en 2001 les chats et enfin les furets en 2006.

## Historique
En 2015, Bosch Tiernahrung a acquis le producteur Canadien Harrison Pet Products,. Un an après, Bosch Tiernahrung a annoncé son initiative de vendre les produits Harrison Pet Products en Allemagne et Luxembourg,. En 2020, la production de Bosch Petfood est devenue officiellement neutre en carbone.